# Katarzyna Piter
Katarzyna Piter, née le 16 février 1991 à Poznań, est une joueuse de tennis polonaise.
En juillet 2013, elle remporte son premier titre WTA en double à Palerme, avec Kristina Mladenovic.

## Palmarès

### Titres en double dames
| No | Date       | Nom et lieu du tournoi        | Catégorie | Dotation    | Surface      | Partenaire          | Finalistes                          | Score            |          |
| -- | ---------- | ----------------------------- | --------- | ----------- | ------------ | ------------------- | ----------------------------------- | ---------------- | -------- |
| 1  | 08-07-2013 | XXVI Italiacom Open Palerme   | Intern'l  | 235 000 $   | Terre (ext.) | Kristina Mladenovic | Karolína Plíšková Kristýna Plíšková | 6-1, 5-7, [10-8] | Parcours |
| 2  | 17-07-2023 | Hungarian Grand Prix Budapest | WTA 250   | 259 303 $   | Terre (ext.) | Fanny Stollár       | Jessie Aney Anna Sisková            | 6-2, 4-6, [10-4] | Parcours |
| 3  | 15-07-2024 | Hungarian Grand Prix Budapest | WTA 250   | 267 082 $   | Terre (ext.) | Fanny Stollár       | Anna Danilina Irina Khromacheva     | 6-3, 3-6, [10-3] | Parcours |
| 4  | 24-02-2025 | Mérida Open Akron Mérida      | WTA 500   | 1 064 610 $ | Dur (ext.)   | Mayar Sherif        | Anna Danilina Irina Khromacheva     | 7-62, 7-5        | Parcours |

### Finales en double dames
| No | Date       | Nom et lieu du tournoi                       | Catégorie | Dotation  | Surface      | Vainqueures                            | Partenaire           | Score            |          |
| -- | ---------- | -------------------------------------------- | --------- | --------- | ------------ | -------------------------------------- | -------------------- | ---------------- | -------- |
| 1  | 06-06-2011 | e-Boks Sony Ericsson Open Copenhague         | Intern'l  | 220 000 $ | Dur (int.)   | Johanna Larsson Jasmin Wöhr            | Kristina Mladenovic  | 6-3, 6-3         | Parcours |
| 2  | 21-04-2014 | GP Princesse Lalla Meryem Marrakech          | Intern'l  | 250 000 $ | Terre (ext.) | Garbiñe Muguruza Romina Oprandi        | Maryna Zanevska      | 4-6, 6-2, [11-9] | Parcours |
| 3  | 11-07-2016 | BRD Bucharest Open Bucarest                  | Intern'l  | 250 000 $ | Terre (ext.) | Jessica Moore Varatchaya Wongteanchai  | Alexandra Cadanțu    | 6-3, 7-65        | Parcours |
| 4  | 19-07-2021 | BNP Paribas Poland Open Gdynia               | WTA 250   | 235 238 $ | Terre (ext.) | Anna Danilina Lidziya Marozava         | Kateryna Bondarenko  | 6-3, 6-2         | Parcours |
| 5  | 02-08-2021 | Winners Open Cluj-Napoca                     | WTA 250   | 235 238 $ | Terre (ext.) | Natela Dzalamidze Kaja Juvan           | Mayar Sherif         | 6-3, 6-4         | Parcours |
| 6  | 11-07-2022 | Hungarian Grand Prix Budapest                | WTA 250   | 203 024 € | Terre (ext.) | Ekaterine Gorgodze Oksana Kalashnikova | Kimberley Zimmermann | 1-6, 6-4, [10-6] | Parcours |
| 7  | 03-04-2023 | Copa Colsanitas presentado por Zurich Bogota | WTA 250   | 259 303 $ | Terre (ext.) | Irina Khromacheva Iryna Shymanovich    | Oksana Kalashnikova  | 6-1, 3-6, [10-6] | Parcours |
| 8  | 24-07-2023 | BNP Paribas Poland Open Varsovie             | WTA 250   | 259 303 $ | Terre (ext.) | Heather Watson Yanina Wickmayer        | Weronika Falkowska   | 6-4, 6-4         | Parcours |
| 9  | 21-10-2024 | Guangzhou Open presented by AVATR Guangzhou  | WTA 250   | 267 082 $ | Dur (ext.)   | Kateřina Siniaková Zhang Shuai         | Fanny Stollár        | 6-4, 6-1         | Parcours |
| 10 | 28-10-2024 | Jiangxi Open Jiujiang                        | WTA 250   | 267 082 $ | Dur (ext.)   | Guo Hanyu Moyuka Uchijima              | Fanny Stollár        | 7-65, 7-5        | Parcours |

### Titres en double en WTA 125
| No | Date       | Nom et lieu du tournoi                      | Catégorie | Dotation  | Surface      | Partenaire    | Finalistes                            | Score            |          |
| -- | ---------- | ------------------------------------------- | --------- | --------- | ------------ | ------------- | ------------------------------------- | ---------------- | -------- |
| 1  | 10-06-2024 | BBVA Open Internacional de Valencia Valence | WTA 125   | 115 000 $ | Terre (ext.) | Fanny Stollár | Angelica Moratelli Renata Zarazúa     | 6-1, 4-6, [10-8] | Parcours |
| 2  | 02-09-2024 | Guadalajara 125 Open Guadalajara            | WTA 125   | 115 000 $ | Dur (ext.)   | Fanny Stollár | Angelica Moratelli Sabrina Santamaria | 6-4, 7-5         | Parcours |

### Finales en double en WTA 125
| No | Date       | Nom et lieu du tournoi              | Catégorie | Dotation  | Surface      | Vainqueures                         | Partenaire          | Score            |          |
| -- | ---------- | ----------------------------------- | --------- | --------- | ------------ | ----------------------------------- | ------------------- | ---------------- | -------- |
| 1  | 07-09-2021 | Karlsruhe Open Karlsruhe            | WTA 125   | 115 000 $ | Terre (ext.) | Irina Maria Bara Ekaterine Gorgodze | Mayar Sherif        | 6-3, 2-6, [10-7] | Parcours |
| 2  | 27-03-2023 | San Luis Potosí 125 San Luis Potosí | WTA 125   | 115 000 $ | Terre (ext.) | Aliona Bolsova Andrea Gámiz         | Oksana Kalashnikova | 7-65, 6-4        | Parcours |
| 3  | 19-06-2023 | Veneto Open Internazionali Gaiba    | WTA 125   | 115 000 $ | Gazon (ext.) | Han Na-lae Jang Su-jeong            | Weronika Falkowska  | 6-3, 3-6, [10-6] | Parcours |
| 4  | 25-03-2024 | San Luis Potosí 125 San Luis Potosí | WTA 125   | 115 000 $ | Terre (ext.) | Anna Bondár Tamara Zidanšek         | Laura Pigossi       | Forfait          | Parcours |
| 5  | 29-04-2024 | Catalonia Open WTA 125 Lleida       | WTA 125   | 115 000 $ | Terre (ext.) | N. Melichar-Martinez Ellen Perez    | Mayar Sherif        | 7-5, 6-2         | Parcours |

## Parcours en Grand Chelem

### En simple dames
| Année | Open d'Australie | Open d'Australie | Internationaux de France | Internationaux de France | Wimbledon       | Wimbledon       | US Open         | US Open           |
| ----- | ---------------- | ---------------- | ------------------------ | ------------------------ | --------------- | --------------- | --------------- | ----------------- |
| 2013  | —                | —                | —                        | —                        | —               | —               | Q2              | Kurumi Nara       |
| 2014  | 1er tour (1/64)  | Simona Halep     | 1er tour (1/64)          | Angelique Kerber         | 1er tour (1/64) | Andrea Petkovic | 1er tour (1/64) | Aleksandra Krunić |
| 2015  | Q3               | Anna Tatishvili  | —                        | —                        | —               | —               | Q2              | Kateryna Kozlova  |
|       |                  |                  |                          |                          |                 |                 |                 |                   |
| 2017  | —                | —                | —                        | —                        | —               | —               | Q1              | Grace Min         |

N.B. : à droite du résultat se trouve le nom de l'ultime adversaire.

### En double dames
| Année | Open d'Australie                                                                      | Open d'Australie                                                                             | Internationaux de France                                                                   | Internationaux de France                                                                | Wimbledon                                                                         | Wimbledon | US Open | US Open |
| ----- | ------------------------------------------------------------------------------------- | -------------------------------------------------------------------------------------------- | ------------------------------------------------------------------------------------------ | --------------------------------------------------------------------------------------- | --------------------------------------------------------------------------------- | --------- | ------- | ------- |
| 2014  | 2e tour (1/16) A. Rosolska \|\| style="text-align:left;" \| K. Peschke K. Srebotnik   | 2e tour (1/16) O. Kalashnikova \|\| style="text-align:left;" \| K. Peschke K. Srebotnik      | 1er tour (1/32) Y. Meusburger \|\| style="text-align:left;" \| L. Huber L. Raymond         | 2e tour (1/16) P. Cetkovská \|\| style="text-align:left;" \| E. Makarova E. Vesnina     |                                                                                   |           |         |         |
| 2015  | 1er tour (1/32) B. Jovanovski \|\| style="text-align:left;" \| T. Babos K. Mladenovic | —                                                                                            | —                                                                                          | —                                                                                       | —                                                                                 | —         | —       |         |
|       |                                                                                       |                                                                                              |                                                                                            |                                                                                         |                                                                                   |           |         |         |
| 2022  | 1er tour (1/32) M. Sherif \|\| style="text-align:left;" \| E. Hozumi M. Ninomiya      | 1er tour (1/32) N. Párrizas Díaz \|\| style="text-align:left;" \| D. Krawczyk D. Schuurs     | 1er tour (1/32) O. Kalashnikova \|\| style="text-align:left;" \| M. Bouzková T. Mihalíková | 1er tour (1/32) V. Gracheva \|\| style="text-align:left;" \| A. Muhammad E. Shibahara   |                                                                                   |           |         |         |
| 2023  | —                                                                                     | —                                                                                            | 2e tour (1/16) D. Gálfi \|\| style="text-align:left;" \| G. Dabrowski L. Stefani           | 1er tour (1/32) T. Maria \|\| style="text-align:left;" \| M. Linette B. Pera            | 1er tour (1/32) A. Cornet \|\| style="text-align:left;" \| A. Bolsova R. Masarova |           |         |         |
| 2024  | 1er tour (1/32) L. Marozava \|\| style="text-align:left;" \| S. Aoyama A. Krunić      | 1er tour (1/32) A.K. Schmiedlová \|\| style="text-align:left;" \| B. Krejčíková L. Siegemund | 1er tour (1/32) V. Tomova \|\| style="text-align:left;" \| O. Gadecki E. Lechemia          | 1er tour (1/32) E. Avanesyan \|\| style="text-align:left;" \| K. Rakhimova A. Sasnovich |                                                                                   |           |         |         |
| 2025  | 1er tour (1/32) A. Moratelli \|\| style="text-align:left;" \| M. Andreeva D. Shnaider | 1er tour (1/32) M. Niculescu \|\| style="text-align:left;" \| L. Fernandez Y. Putintseva     | 1er tour (1/32) M. Sherif \|\| style="text-align:left;" \| M. Bouzková A. Danilina         |                                                                                         |                                                                                   |           |         |         |

N.B. : le nom de la partenaire se trouve sous le résultat ; les noms des ultimes adversaires se trouvent à droite.

## Parcours en «Premier Mandatory» et «Premier 5»
Découlant d'une réforme du circuit WTA inaugurée en 2009, les tournois WTA « Premier Mandatory » et « Premier 5 » constituent les catégories d'épreuves les plus prestigieuses, après les quatre levées du Grand Chelem.
| Année |       |              |                |        |                              |        |            |       |             |       |  |  |
| Doha  | Dubaï | Indian Wells | Miami          | Madrid | Rome                         | Canada | Cincinnati | Pékin |             | Tokyo |  |  |
| Doha  | Dubaï | Indian Wells | Miami          | Madrid | Rome                         | Canada | Cincinnati | Pékin | Wuhan       |       |  |  |
| Doha  | Dubaï | Indian Wells | Miami          | Madrid | Rome                         | Canada | Cincinnati | Pékin | Guadalajara |       |  |  |
| 2014  |       |              | Hors catégorie |        | 1er tour (1/64) P. Ormaechea |        |            |       |             |       |  |  |

Sous le résultat, l’ultime adversaire.
1. 1 2   Les tournois de Doha et Dubaï alternent le statut de tournoi WTA 1000 (ex Premier 5) entre 2009 et 2023 : les trois premières éditions ont lieu à Dubaï, les trois suivantes à Doha, puis Dubaï accueille le tournoi de cette catégorie les années impaires et Dubaï les années paires. De 2011 à 2023, la ville qui n’accueille pas de WTA 1000 organise à la place un tournoi WTA 500 (ex Premier).
2. 1 2 3 4 5 6 7 8   L’ordre de déroulement des tournois a évolué depuis 2009 : Rome se dispute avant Madrid et Cincinnati avant Montréal/Toronto jusqu’en 2010, tandis que Tokyo/Wuhan/Guadalajara ont lieu avant Pékin jusqu’en 2023.

## Parcours en Fed Cup
| #                                                               | Date       | Lieu   | Surface    | Gagnante(s)                     | Perdante(s)                           | Score            |          |
| --------------------------------------------------------------- | ---------- | ------ | ---------- | ------------------------------- | ------------------------------------- | ---------------- | -------- |
|                                                                 |            |        |            |                                 |                                       |                  |          |
| 2013 - Barrage (groupe mondial II) - Belgique - Pologne - 1 : 4 |            |        |            |                                 |                                       |                  |          |
| 1                                                               | 20/04/2013 | Coxyde | Dur (int.) | Katarzyna Piter Alicja Rosolska | Ysaline Bonaventure An-Sophie Mestach | 6-3, 4-6, [10-7] | Parcours |
|                                                                 |            |        |            |                                 |                                       |                  |          |
| 2014 - 1er tour (groupe mondial II) - Suède - Pologne - 2 : 3   |            |        |            |                                 |                                       |                  |          |
| 2                                                               | 08/02/2014 | Borås  | Dur (int.) | Johanna Larsson                 | Katarzyna Piter                       | 6-1, 6-2         | Parcours |
| 2                                                               | 08/02/2014 | Borås  | Dur (int.) | Sofia Arvidsson                 | Katarzyna Piter                       | 6-2, 6-1         | Parcours |

## Classements WTA en fin de saison
| Année          | 2006 | 2007 | 2008 | 2009 | 2010 | 2011 | 2012 | 2013 | 2014 | 2015 | 2016 | 2017 | 2018 | 2019 | 2020 | 2021 | 2022 | 2023 | 2024 |
| Rang en simple | 1340 | 675  | 466  | 330  | 242  | 324  | 376  | 122  | 162  | 218  | 238  | 345  | 297  | 346  | 366  | 493  | –    | –    | –    |
| Rang en double | –    | –    | 585  | 322  | 385  | 129  | 183  | 81   | 78   | 146  | 115  | 247  | 213  | 246  | 134  | 93   | 114  | 67   | 63   |

Source : (en) Classements de Katarzyna Piter sur le site officiel de la Fédération internationale de tennis